# محمدحسین کازرونی
محمدحسین کازرونی (درگذشتهٔ اردیبهشت ۱۳۱۱ خورشیدی/ ۳ محرم ۱۳۵۱ قمری در اصفهان) معروف به  کاکا حسین یا کاکو حسین فرزند  محمد جعفر از تجار اواخر دورهٔ قاجار و اوایل دورهٔ رضاشاه است.

## فعالیت‌ها

### شرکت مسعودیه
به فاصلهٔ کوتاهی از نهضت تنباکو، و با توجه به تجربهٔ موفق این نهضت در اصفهان، وی با حمایت نورالله نجفی اصفهانی و با مشارکت تجار تنباکوی اصفهان در سال ۱۳۰۹ قمری شرکت مسعودیه را تأسیس کرد. این شرکت با هدف حمایت از کشاورزان و تجار توتون و تنباکو که در آن عصر بسیار مورد اقبال عامه بود تأسیس گردید و تا سال ۱۳۳۶ قمری فعال بود.

### شرکت اسلامیه
به دنبال حمایت‌های نورالله نجفی اصفهانی و محمدتقی نجفی اصفهانی و رکن‌الملک در پنج‌شنبه ۲۶ شوال ۱۳۱۶ شرکت اسلامیه کار خود را آغاز کرد. در جلسه‌ای که در منزل سلیمان‌خان رکن الملک برگزار شد؛ نورالله نجفی اصفهانی با خرید سهام شرکت، دیگران را ترغیب به خرید سهام کرد و محمدحسین کازرونی به‌عنوان رئیس کل شرکت اسلامیه و میرزا علی ادیب‌التجار به‌عنوان مدیرعامل انتخاب شدند.

### بازتاب‌ها
تحریم کالاهای خارجی به دست نورالله نجفی و شرکت اسلامیهٔ اصفهان، به حدی برای خارجی‌ها گران تمام شد که دولت روسیه به وزیر امور خارجهٔ ایران، در مورد تحریم معاملات تجاری با شرکت‌های خارجی، توسط روحانیون اصفهان اعتراض کرد و چنین تقاضا نمود که در صورتی که نورالله نجفی در تحریم کالاهای خارجی مداومت نماید، او را از اصفهان تبعید کنند. در نامهٔ محرمانهٔ کاردار سفارت انگلستان در تهران به وزیر امور خارجهٔ وقت انگلستان نیز، به نقش نورالله نجفی و برادرش آقا نجفی، در تهیهٔ مقدمات تحریم کالاهای خارجی اشاره شده‌است. جریده مشهور الهلال چاپ مصر گزارشی از شرکت اسلامیه ارائه می‌دهد و از نورالله نجفی اصفهانی به‌عنوان مؤسس یاد و از اهداف ضد بیگانه تجلیل می‌کند. یکی از روزنامه‌های انگلیس، گسترش این شرکت را سکته به منافع انگلیس در تمام منطقهٔ خلیج فارس می‌خواند. تأسیس این شرکت با حمایت علمای نجف همراه می‌شود به نحوی که میرزا محمدحسین نوری (محدث نوری)، محمدحسین صدر اصفهانی، شیخ طه عرب مقیم نجف، میرزا محمدهاشم چارسویی، میرزا حسین طبرسی، شخصاً به نورالله نجفی اصفهانی نامه نوشتند و از وی تشکر نمودند.
شرکت به جز تهران در نوزده شهر مهم ایران نمایندگی داشت. علاوه بر این در انگلستان، هندوستان، عثمانی و روسیه نیز نمایندگی‌هایی داشت. همچنین علمای بزرگ و مراجع تقلید آن زمان، یعنی سید اسماعیل صدر، مرتضی ریزی، میرزا حسین، میرزا خلیل، سید محمدکاظم طباطبایی یزدی، محمد غروی شربیانی، آخوند خراسانی، محمدحسن ممقانی، میرزا حسین نوری و فتح‌الله غروی اصفهانی، بر رسالهٔ شرکت اسلامیه تقریظ نوشتند و کمک به این شرکت را مساوی مبارزه با نیروی کفر دانستند.

### عضو انجمن مدرسان علیه و ایتام
مدرسه علیه و ایتام از اولین مدارس نوین و بزرگ‌ترین مدرسهٔ دوران مشروطه در اصفهان بود که توسط محمدحسین کازرونی و دیگر مردان آزادی‌خواه اصفهان در ۳۱ شهریور ۱۲۸۶ (۱۵ شعبان ۱۳۲۵) تأسیس شد.

## تأسیس بانک ملی
پیشنهاد تأسیس بانک ملی در نامه‌ای با امضاء ۱۰۰ نفر از تجار و بزرگان ایران خطاب به مجلس شورای ملی نوشته شد. در میان افراد پیشنهاددهندهٔ تأسیس بانک ملی نام کازرونی و محمدابراهیم ملک التجار دیده می‌شود. در جریان تأسیس این مؤسسهٔ اقتصادی در اصفهان، مذاکرات در باغ کازرونی آغاز می‌شود. نورالله نجفی اصفهانی بزرگان و تجار اصفهان را ملزم به تعیین سهم می‌نماید و خود با فروش نیمی از اموال، بزرگ‌ترین سهام‌دار این بانک می‌شود.

## انجمن تجار
مجلس تجارت یا انجمن تجار اصفهان در ۱۶ محرم ۱۳۲۵ مصادف با ۱ مارس ۱۹۰۷ با حضور محمدحسین کازرونی و ۱۱ نفر از تجار بزرگ اصفهان تأسیس شد. این انجمن در باغ محمدحسین کازرونی تشکیل شد. در همین جلسه وی پیشنهاد تأسیس کارخانهٔ کاغذسازی را داد.

## شرکت شرافت
شرکت شرافت اولین بنگاه تولیدی پس از مشروطه است. شرکتی که مقصود آن ترویج امتعه وطن و رفع احتیاج از خارج و توسعهٔ دایرهٔ مکاسب و سایر مصالح عامه بود و نخستین جلسهٔ آن در خانهٔ سید حسن بنکدار برپا شد و مؤسسان این شرکت که نام کازرونی و نورالله نجفی در آن به چشم می‌خورد تأکید داشتند که در خانهٔ مذکور اسباب و اثاث و ظروف و سایر چیزها ساخت ایران باشد.
کم‌کم تولیدات این شرکت به اندازه‌ای رونق می‌گیرد که در جشن اولین سالگرد برقراری مشروطیت، مغازه‌ای با نام اخوت برای فروش منسوجات وطنی با حضور نجفی اصفهانی و کازرونی تأسیس می‌گردد. اولین کسی که از منسوجات وطنی استفاده می‌کند و به تبلیغ آن می‌پردازد، کازرونی است.

## برپایی بزرگ‌ترین مجمع اقتصادی
در این مجمع که با حضور دو هزار نفر از علما، تجار و بزرگان اصفهان در باغ وی در پنج‌شنبه ۱۰ ربیع‌الثانی ۱۳۲۵ برگزار شد، پس از سخنرانی نورالله نجفی اصفهانی، تمامی حضار قرآن مهر نموده و قسم یاد کردند که از البسه و پارچهٔ خارجی استفاده نکنند.

## درگذشت
محمدحسین کازرونی در شب ۳ محرم ۱۳۵۱ مصادف با اردیبهشت ۱۳۱۱ در اصفهان درگذشت و در تکیهٔ کازرونی در تخت فولاد دفن شد و بعد از ۱۲ سال بنا به وصیتش استخوان‌هایش به نجف منتقل شد و در یکی از حجره‌های صحن شریف دفن گردید.